# 毛药长蒴苣苔
毛药长蒴苣苔（学名：Didymocarpus glandulosus var. lasiantherus）为苦苣苔科长蒴苣苔属下的一个变种。

## 扩展阅读
- 維基物種上的相關：毛药长蒴苣苔